# Монастир Блаца
Монастир Блаца — колишній монастир в південно-східній частині хорватського острова Брач, розташований між Мілною та Болом. Зараз працює як музей. Монастир був заснований в середині XV століття, досяг розквиту в XVIII-XIX століттях і закрився в середині XX століття. Останнім ченцем і настоятелем монастиря був відомий астроном Нікола Мілічевич.

## Історія
Монастир був заснований як скит двома слов'янськими ченцями, які в 1551 році втекли від турків з материка на острів Брач, яким керувала Венеційська Республіка.
Поступово монастир придбав великі землі і став їх обробляти, вирощуючи виноград, оливи та розводячи овець.
У 1614 році на території монастиря була побудована церква Успіння Пресвятої Богородиці. Вона була знищена пожежею у 1724 році, але відновлена в 1757 році.
Найбільшого розквіту монастир досяг у XVIII і XIX століттях. Наприкінці XIX століття інтер'єр був оздоблений ексклюзивними меблями. В монастирі працювала друкарня і знаходилась велика бібліотека з 11 тисячами томів.

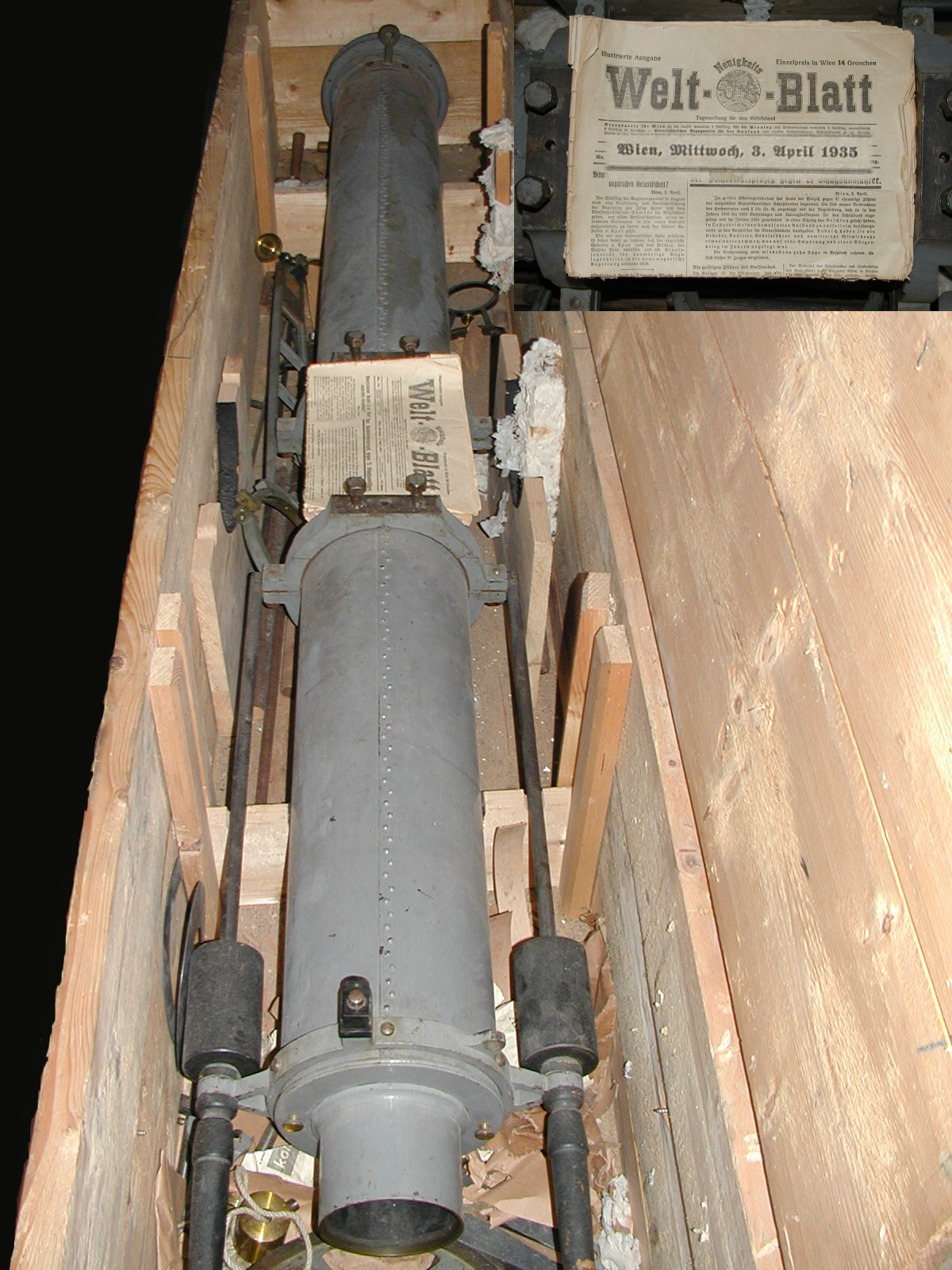
Телескоп Ніколи Мілічевича

Останнім ченцем і настоятелем монастиря був Нікола Мілічевич, відомий також як астроном. Він вивчав подвійні зорі, шукав комети та нові зорі. Для своїх спостережень він у 1926 році придбав телескоп, який став найбільшим в цій частині Європи і досі зберігається в колекціях монастиря. Нікола Мілічевич жив в монастирі аж до своєї смерті в 1963 році.
Зараз монастир є музеєм. В 2007 році він був висунутий хорватським урядом на включення до списку Світової спадщини ЮНЕСКО.